# Forte Masotto
Il Forte Batteria Umberto Masotto, conosciuto anche come Forte Masotto o Batteria Masotto e originariamente denominato Batteria Polveriera, è dedicato al capitano d'artiglieria Umberto Masotto, caduto nella battaglia di Adua. Situato nella località di Curcuraci, rappresenta la più antica fortificazione umbertina di Messina, seconda solo alle opere difensive volute da Carlo V. Costruito intorno al 1890, si trova a un'altitudine di 415 metri sul livello del mare, con un orientamento di 100° Est, e dista circa 2.750 metri dalla costa.
Dal forte si gode di una vista panoramica che spazia da nord-ovest a sud-est, comprendendo le isole Eolie, Capo di Pellaro in Calabria, Punta Faro e l'intero Stretto di Messina. La struttura fu concepita principalmente come polveriera e sorge in un'area dove si trovano altre due batterie umbertine della fine dell’Ottocento (Minaia/Crispi e Serra La Croce), oltre a un’antica area fortificata nota come Campo Inglese, edificata agli inizi del XIX secolo e successivamente sostituita dall’attuale deposito munizioni dell’Esercito. Nei dintorni sono visibili 18 bunker e casematte di diverse tipologie.
La batteria si estende su una superficie di poco più di 4.000 metri quadrati e ha un’altezza equivalente a quella di un edificio di quattro piani. È articolata su tre livelli principali a gradoni, con ulteriori piani intermedi collegati da scale e cunicoli, che permettono una libera esplorazione all’interno della fortezza.

## Storia
Forte Masotto è stata la più munita in termini di numero di obici tra tutte le fortificazioni umbertine. La sua storia è segnata da un tragico evento: una violenta esplosione uccise oltre 20 soldati, colti di sorpresa dalla deflagrazione. Le vittime di questa tragedia sono commemorate da un monumento situato nel cimitero monumentale di Messina.
Dopo la Seconda Guerra Mondiale, il forte fu utilizzato come magazzino dalla Marina Militare fino al 1986, anno in cui venne dismesso dall'uso militare. Sebbene oggi appartenga ancora al demanio, si trova in uno stato di abbandono. Il forte è stato inserito nell’elenco dei beni architettonici vincolati (DA 7520 del 09/11/99).

## Monumento commemorativo a Umberto Masotto

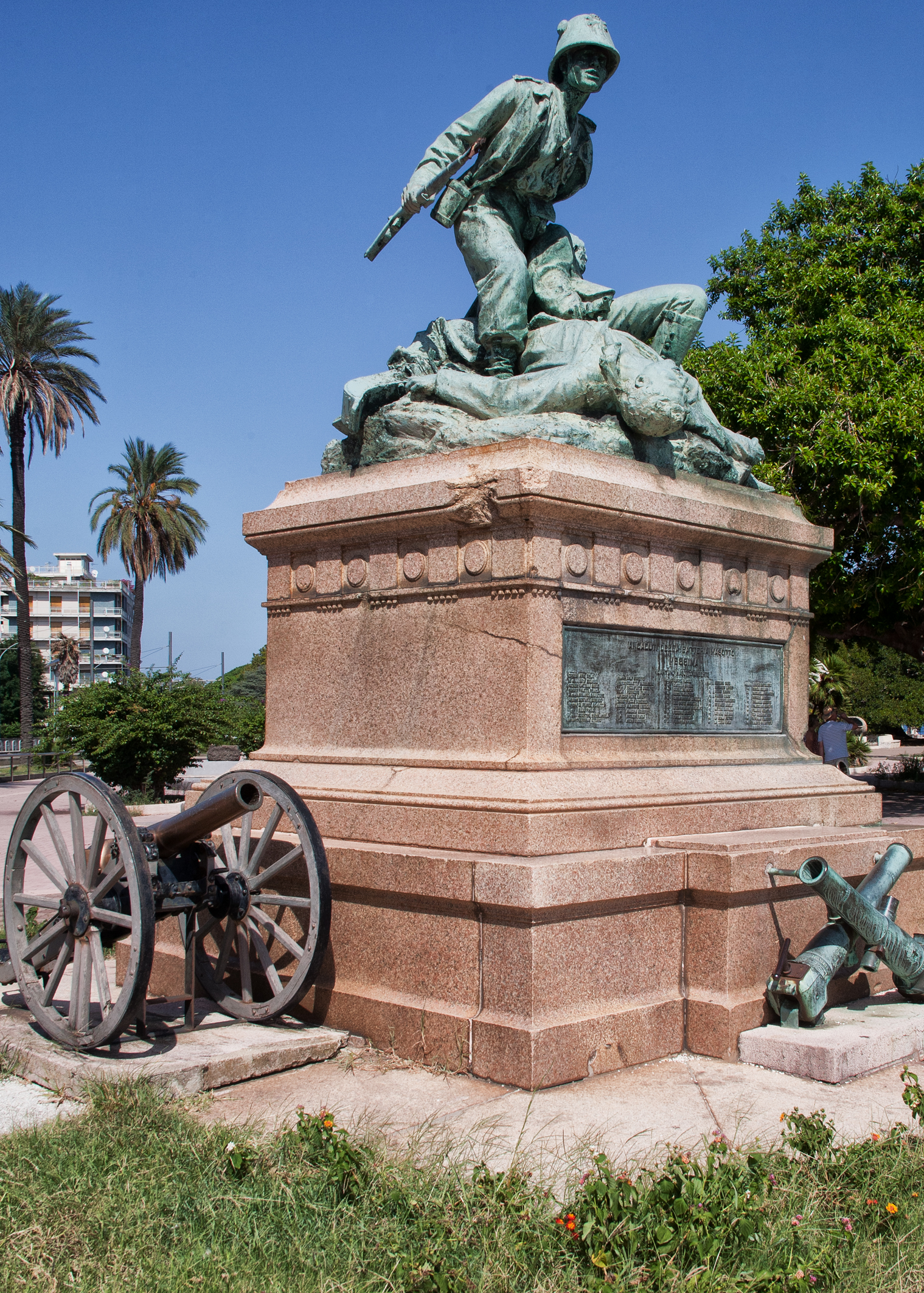
La statua raffigurante 3 militari in guerra, posti su una base quadrangolare con tanto di targhe nelle quali sono presenti i nomi degli ufficiali e dei soldati morti in battaglia.

Dopo la morte di Umberto Masotto, su iniziativa del deputato messinese Nicola Fulci, fu eretta una statua commemorativa realizzata da Salvatore Buemi e inaugurata il 20 settembre 1899 dal Re Umberto I.
La statua, che rappresenta lo sforzo eroico dei soldati siciliani e del capitano Umberto Masotto, sopravvisse al terremoto del 1908 e attualmente si trova in Viale della Libertà.